# وانده
وانده (به فرانسوی: Vendée) هشتاد و پنجمین شهرستان فرانسه است. شهرستان وانده در غرب این کشور قرار دارد. این شهرستان زیرمجموعه ناحیه پی دو لالوار می‌باشد. مساحت این شهرستان  ۶٬۷۲۰ کیلومتر مربع و جمعیت آن ۶۰۷٬۴۳۰ نفر است. وانده از جهت غرب با اقیانوس اطلس هم‌مرز است.

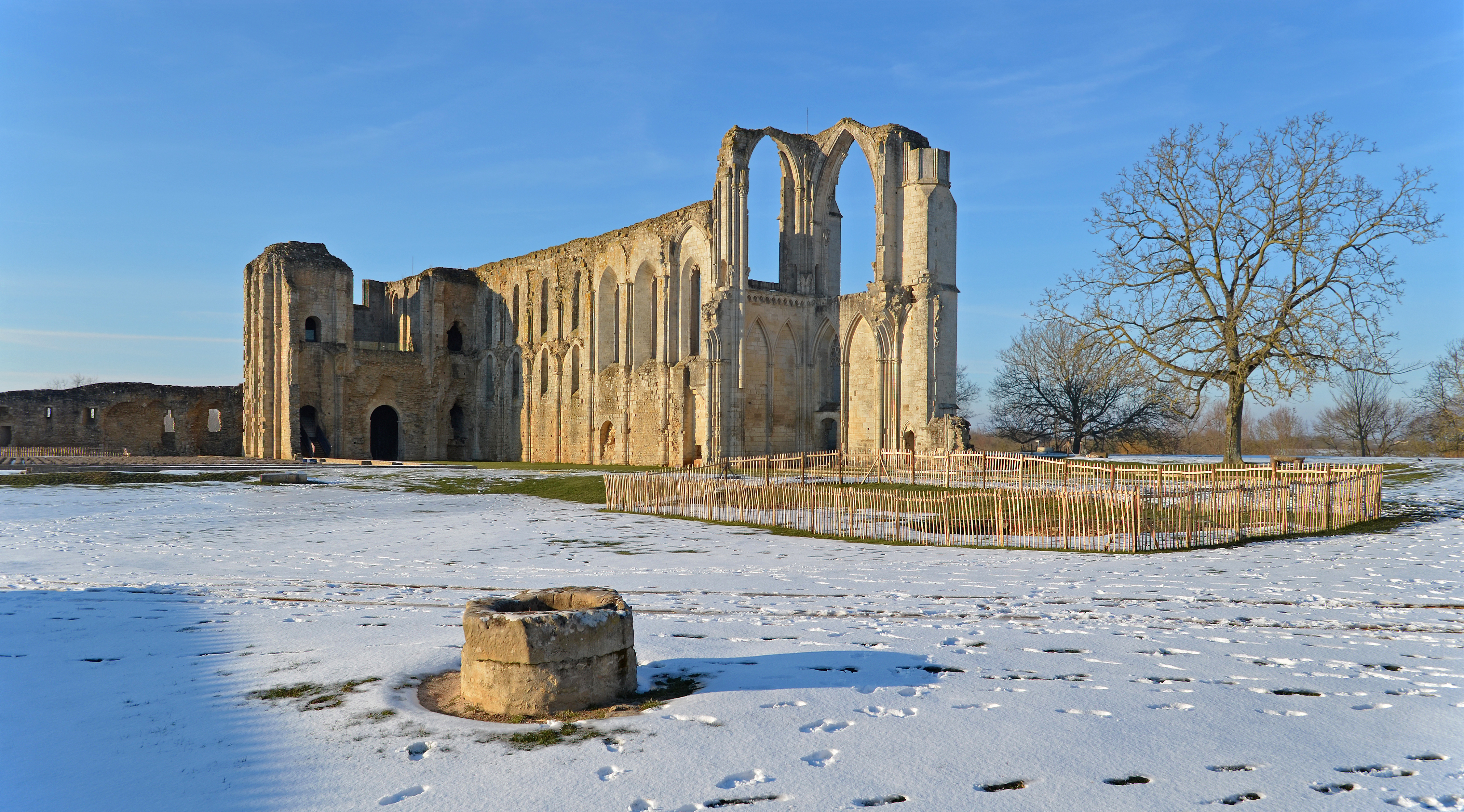
کلیسای جامع میلزایس یک کلیسای کاتولیک رومی ویران شده در کمون میلزایس در وانده فرانسه است. این مکان که قبلاً محل صومعه سن پیر بود، از صومعه قرن دهم به کلیسای جامعی که در قرن پانزدهم تکمیل شد، رشد کرد و بسیاری از ساختارها در این مکان در پایان قرن هفدهم متروک شدند. ویرانه‌های امروزی شامل کلیسای جامع، سالن غذاخوری، خوابگاه، آشپزخانه، سرداب‌ها، برجک‌ها و باروها است. این کلیسا به دلیل انعکاس فرم معماری رومی و گوتیک آن به عنوان یک بنای میراث فرهنگی معرفی شده‌است. در ۳۰ ژانویه ۱۹۲۴ به عنوان یک بنای تاریخی تعیین شد. کلیسای جامع متعلق به اسقف نشین لوچون، با آیین‌های رومی، و با سنت پیتر به عنوان قدیس حامی بود.